# Андрешко
„Андрешко“ е разказ на майстора на разказа Елин Пелин.
Написан е през 1903 г. и е публикуван същата година в списание „Просвета“, а на следващата е включен в том I на сборника „Разкази“.
Разказът почива на действителни събития и носи името на главния герой в повествованието.
Елин Пелин е сред най-големите художници на българското село, майстор на разказа в българската литература, създател на галерия ярки, незабравими образи, много от които са вдъхновени от неговите съселяни от Байлово, близки и познати.
Сюжетът на „Андрешко“ се развива около пътешествието на съдия-изпълнител в каруцата на селянина Андрешко, тръгнал да изземе житото на бедняка Станоя. Съдията не крие гордостта си и презрението, което има към селяните и които смята за хитреци. За негово съжаление, каруцарят се оказва точно такъв. За да спаси съселянина си, като го предупреди за опасността, героят умишлено бърка пътя и изоставя нещастния съдия в студа и мрака в близкото до селото блато.

## Цитати
„Ей, хлапе… говедо… канибал… вол… дръвник! Ела! Избави ме!… Смили се бе! Животно… селяндур… шоп! Ах-ах!… Помощ, помощ!“